# Stan Winston
Stan Winston (anglès: Stanley Winston)  (Richmond, 7 d'abril de 1946 - Malibu, 15 de juny de 2008) va ser un artista i creador i supervisor d'efectes visuals, artista de maquillatge, especialista en disseny animatrònic,  productor i director de cinema estatunidenc.
Va ser més conegut pel seu treball en crear diferents monstres que han fet gran el cinema de Hollywood durant la dècada dels '80 i la dels '90 en les sèries de pel·lícules de Terminator, Jurassic Park, Alien, Predator i Edward Scissorhands. Va guanyar un total de quatre premis de l'Acadèmia de cinema dels Estats Units.

## Inicis
Va néixer el 7 d'abril de 1946 a Richmond. Va estudiar en la Universitat de Belles Arts de Virgína. És pare de l'actor Matt Winston.

## Dècada del 1970
El 1972 Winston va establir la seva pròpia companyia, anomenada Stan Winston Studio, i va guanyar un Premi Emmy pel seu treball d'efectes per al telefilm Gargoyle. Durant els següents set anys, Winston va continuar rebent nominacions a l'Emmy pel seu treball en projectes com The Autobiography of Miss Jane Pittman. Winston també va crear les disfresses de Wookies per a l'Especial de Nadal de Star Wars de 1978.

### Dècada del 1980
El 1982, Winston va rebre la seva primer nominació a l'Oscar per Heartbeeps, per a llavors ja havia establert el seu propi estudi. No obstant això, el seu treball en el clàssic de ciència-ficció The Thing el mateix any ho va convertir en una prominent figura a Hollywood.
El 1983, Winston va dissenyar la màscara de Mr. Roboto per al grup de rock estatunidenc Styx.
Winston va aconseguir un nou nivell de fama quan es va estrenar Terminator de James Cameron. La pel·lícula va ser un èxit sorprenent, i el treball de Winston per a donar-li vida a una màquina assassina metàl·lica li va obrir la porta a molts nous projectes i addicionals col·laboracions amb Cameron. De fet, Winston va guanyar el seu primer Oscar per Millors efectes visuals per la següent pel·lícula de Cameron, Aliens.
Durant els següents anys, Winston i la seva companyia van rebre reconeixement pel seu treball en més pel·lícules de Hollywood, incloent Edward Scissorhands de Tim Burton, Predator de John McTiernan, Alien Nation, The Monster Squad i Predator 2.
En 1989, Winston va debutar com a director de la pel·lícula de terror Pumpkinhead, i va guanyar el premi al Millor nou director en el Festival de Cinema de París. El següent projecte que va dirigir va ser A Gnome named Gnorm el 1990, protagonitzat per Anthony Michael Hall.

## Dècada del 1990
James Cameron va reclutar novament a l'equip de Winston el 1990, aquesta vegada per a la innovadora Terminator 2. T2 es va estrenar en l'estiu de 1991, i el treball de Winston en aquest èxit de taquilla li van fer guanyar dos Oscars més per Millors efectes de maquillatge i Millors efectes especials.
El 1992, va ser nominat per encara una altra pel·lícula de Tim Burton, la segona part del superheroi Batman Returns, on els seus efectes en Danny DeVito com El Pingüí i Michelle Pfeiffer com Catwoman li van guanyar un major reconeixement per la seva ètica de treball i lleialtat a la seva intrínseca habilitat per a donar-li vida a les idees dels distints directors.
L'atenció de Winston es va centrar en dinosaures quan Steven Spielberg va sol·licitar la seva ajuda per a dur al cinema el Parc Juràssic de Michael Crichton.
El 1993, Winston, Cameron i l'ex gerent general de ILM Scott Ross van cofundar Digital Domain, un dels millors estudis d'efectes visuals digitals en el món. El 1998, després de l'èxit de taquilla de Titanic, Cameron i Winston van tallar la seva relació laboral amb la companyia i van renunciar al comitè de directors.
Winston i el seu equip van continuar proporcionant efectes per a molts més films i expandint el seu treball per a incloure animatrònics: T2 3-D: Battle Across Time una atracció dels Universal Studios, A.I. Artificial Intelligence.
El 1996 va dirigir i va coproduir el més llarg i costós vídeo musical: Ghosts, basat en un concepte original de Michael Jackson i Stephen King.

## Dècada del 2000
En 2001 se li va col·locar una estrella en el Passeig de la Fama de Hollywood. Juntament amb Lou Arkoff (fill de Sam Arkoff) i Collen Camp, va produir una sèrie de pel·lícules fetes per als canals de cable Cinemax i HBO. Els cinc films van ser inspirats per títols de la AIP dels anys 50 encara que tenien distints arguments.
Va morir als 62 anys en la seva llar de Malibu, Califòrnia, després de patir durant set anys de mieloma múltiple, un agressiu tipus de càncer.

## Filmografia
| - Gargoyles (1972) (TV) - The Bat People (1974) - Get Christie Love! (1974) (TV) - The Autobiography of Miss Jane Pittman (1974) (TV) - Unwed Father (1974) (TV) - "Masquerade Party" (1974) - minisèrie de TV - The Man in the Glass Booth (1975) - Dr. Black, Mr. Hyde (1976) - Pinocchio (1976) (TV) - W.C. Fields and Me (1976) - Mansion of the Doomed (1976) - "Roots" (1977) - minisèrie de TV - An Evening with Diana Ross (1977) (TV) - Dracula's Dog (1978) - The Wiz (1978) - The Two Worlds of Jennie Logan (1979) (TV) - The Exterminator (1980) - The Island (1980) - The Hand (1981) - The Entity (1981) - Dead & Buried (1981) - Heartbeeps (1981) - The Thing (1982) - Friday the 13th Part III (1982) - Chiller (1985) (TV) - Edward Scissorhands (1990) - Terminator 2: Judgment Day (1991) - Batman Returns (1992) - Shock to the System (1993) - Interview with the Vampire: The Vampire Chronicles (1994) - The Island of Dr. Moreau (1996) - Galaxy Quest (1999) - Austin Powers: The Spy Who Shagged Me (1999) - Pearl Harbor (2001) - A.I. Artificial Intelligence (2001) - Terminator 3: Rise of the Machines (2003) - Constantine (2005) - Tideland (2005) | - W.C. Fields and Me (1976) - Dracula's Dog (1978) - The Phantom of the Opera (1983) (TV) - "Manimal" (1983) - sèrie de TV - The Terminator (1984) - The Vindicator (1986) - Invaders from Mars (1986) - Aliens (1986) - "Amazing Stories" (1 episodi, 1986) - Predator (1987) - The Monster Squad (1987) - Leviathan (1989) - Predator 2 (1990) - Terminator 2: Judgment Day (1991) - Congo (1995) - The Relic (1997) - Creature (1998) (TV) - Small Soldiers (1998) - Instinct (1999) - Lake Placid (1999) - Inspector Gadget (1999) - End of Days (1999) - Galaxy Quest (1999) - A.I. Artificial Intelligence (2001) - Parc Juràssic III (2001) - The Day the World Ended (2001) (TV) - Darkness Falls (2003) - Terminator 3: Rise of the Machines (2003) - Big Fish (2003) - Constantine (2005) - The Benchwarmers (2006) - RoboCop vs Terminator (2006) - Iron Man (2008) - Terminator Salvation (2009) - G.I. Joe: The Rise of Cobra (2009) - Avatar (2009) - Shutter Island (2010) | - Pumpkinhead (1988) - A Gnome Named Gnorm (1990) - T2 3-D: Battle Across Time (1996) - Ghosts (1997) - Earth vs. the Spider (2001) (TV) - How to Make a Monster (2001) (TV) - The Day the World Ended (2001) (TV) - Mermaid Chronicles Part 1: She Creature (2001) (TV) - Teenage Caveman (2002) (TV) - Wrong Turn (2003/I) - The Deaths of Ian Stone (2007) - Starman (1984) - Aliens (1986) - Predator 2 (1990) - Tank Girl (1995) - T2 3-D: Battle Across Time (1996) - The Ghost and the Darkness (1996) - The Lost World: Jurassic Park (1997) - Mousehunt (1997) - End of Days (1999) - Indiana Jones and the Kingdom of the Crystal Skull (2008) |